# Classe Kaiser Max (1875)
A Classe Kaiser Max foi uma classe de ironclads operada pela Marinha Austro-Húngara, composta pelo SMS Kaiser Max, SMS Don Juan d'Austria e SMS Prinz Eugen. Suas construções começaram em 1874, foram lançados ao mar em 1875 e 1877 e comissionados na frota em 1876 e 1878. Os navios da classe foram construídos por meio de um subterfúgio orçamentário, quando o vice-almirante barão Friedrich von Pöck, o Comandante da Marinha Austro-Húngara, usou o dinheiro originalmente destinado para a modernização dos ironclads da anterior Classe Kaiser Max para a construção de embarcações totalmente novas, reutilizando apenas motores, placas de blindagem e outros equipamentos.
Os três ironclads da Classe Kaiser Max eram equipados com um armamento principal composto por oito canhões de 209 milímetros montados em uma única bateria central. Tinham um comprimento de fora a fora de 75 metros, boca de quinze metros, calado de pouco mais de seis metros e um deslocamento de mais de três mil toneladas. Seus sistemas de propulsão eram compostos por três mastros de vela e cinco caldeiras a carvão que alimentavam um motor a vapor, que por sua vez girava uma hélice até uma velocidade máxima de doze nós (22 quilômetros por hora). Os navios também eram protegidos por um cinturão principal de blindagem que tinha uma espessura máxima de 203 milímetros.
Os navios tiveram carreiras tranquilas e sem grandes incidentes, principalmente porque pequenos orçamentos navais impediram uma frota mais ativa. Foram tirados do serviço no início da década de 1900 e convertidos para deveres secundários: o Kaiser Max e o Don Juan d'Austria se tornaram alojamentos flutuantes, enquanto o Prinz Eugen se tornou um navio de reparo e foi renomeado em 1909 para SMS Vulkan. O Don Juan d'Austria afundou sob circunstâncias misteriosas depois do fim da Primeira Guerra Mundial, já os outros dois ficaram com a Itália como prêmios de guerra. O Kaiser Max acabou transferido para a Iugoslávia, mas o destino final de ambos não é conhecido com certeza.

## Desenvolvimento

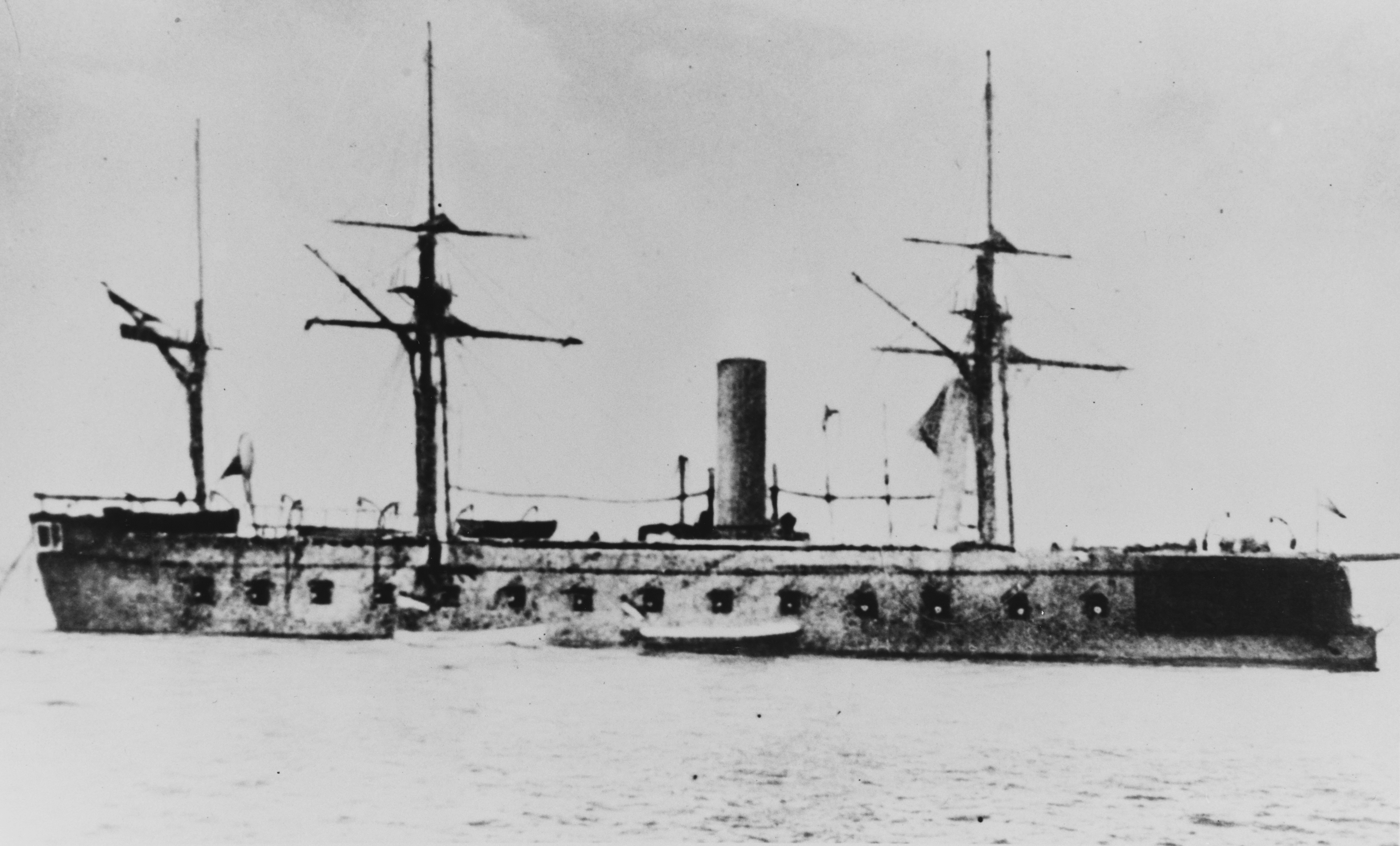
O da Classe Kaiser Max anterior, c. 1867

O vice-almirante barão Friedrich von Pöck, o comandante da Marinha Austro-Húngara, tentou várias vezes no início da década de 1870 conseguir aprovação parlamentar para a construção de novos ironclads. Entretanto, o governo estava mais preocupado com a reconstrução do Exército Austro-Húngaro depois da derrota na Guerra Austro-Prussiana em 1866, assim se recusou a desviar fundos para novos navios. Além disso, obstrução da parte húngara do império, que tinha menos interesse em questões navais, criava um obstáculo extra para a marinha melhorar sua força.
Por outro lado, projetos de reconstrução era menos controversos, assim Pöck pediu dinheiro para reconstruir os antigos ironclads da Classe Kaiser Max, mas na verdade tinha a intenção de usar o dinheiro para construir navios novos. Estas novas embarcações seriam construídas em dimensões similares aos navios antigos a fim de esconder a mentira, com alguns materiais como os motores, placas de blindagem e equipamentos sendo reutilizados a fim de economizar dinheiro. Ele deu aos novos navios os mesmos nomes dos antigos com o objetivo de perpetuar o subterfúgio, algo que criou confusão entre historiadores posteriormente, incluindo alguns que acreditaram na mentira de Pöck de que eram as mesmas embarcações, apesar de perceberem dimensões diferentes para os cascos. Parte da confusão se deu pelos registros nos arquivos austríacos, que se referem aos ironclads como simples conversões e não reconstruções.
O projeto dos novos navios foi preparado pelo engenheiro Josef von Romako, o Diretor de Construção Naval da Marinha Austro-Húngara, que também tinha sido o responsável pela Classe Kaiser Max anterior. A nova classe mostrou-se bem econômica, com as três embarcações custando quase a mesma quantia que tinha sido gasta no ironclad SMS Erzherzog Albrecht. O historiador naval R. F. Scheltema de Heere criticou o projeto dos navios, descrevendo-os como "irremediavelmente obsoletos".

## Projeto

### Características

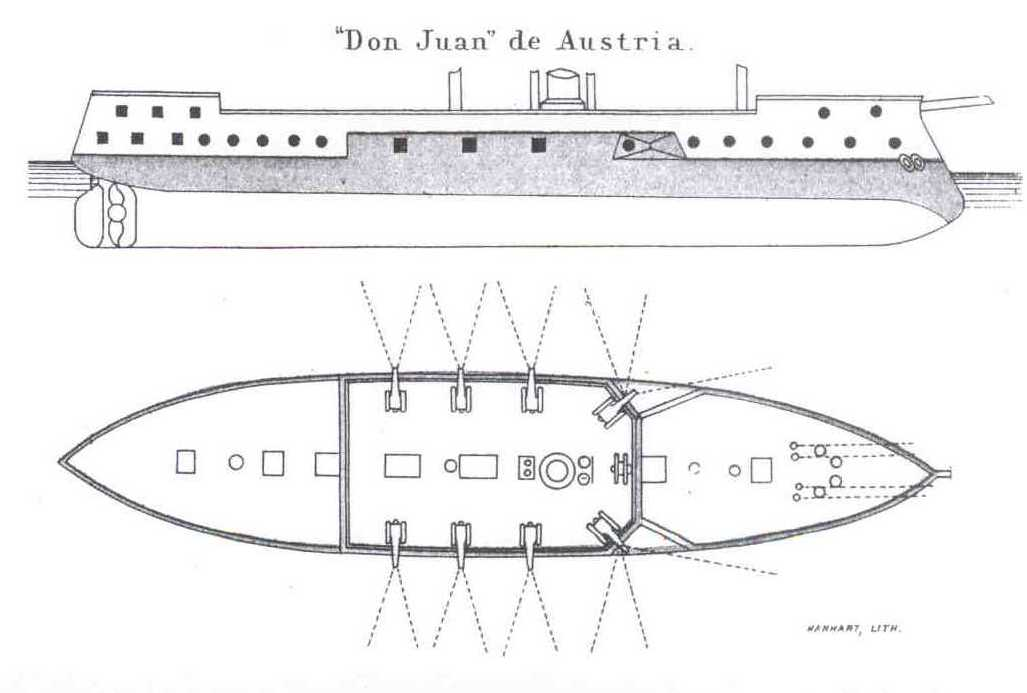
Desenho do Don Juan d'Austria

Os ironclads da Classe Kaiser Max tinham 73,23 metros de comprimento da linha de flutuação e 75,87 metros de comprimento de fora a fora. Tinham uma boca de 15,25 metros e um calado médio de 6,15 metros. O deslocamento era de 3 605 toneladas. A tripulação ficava entre quatrocentos e 440 oficiais e marinheiros. Os navios foram equipados com um grande rostro na proa, como era o costume para ironclads do período. Os navios tinham um curto castelo de proa que terminava no mastro de vante e também um curto castelo de popa que começava à ré do mastro da mezena. Eles foram finalizados sem uma superestrutura significativa, mas uma pequena torre de comando foi erguida quando passaram por modernizações mais adiante em suas carreiras. Foram originalmente equipados com três mastros de vela baréquentina com uma área de 1 633,15 metros quadrados, mas em 1880 foi reduzida para 1 156,6 metros quadrados. Todas as velas foram removidas até a década de 1890 e gáveas foram erguidas nos mastros com armas.
O sistema de propulsão consistia em um motor horizontal de expansão-única com dois cilindros reciclado da Classe Kaiser Max anterior. Este girava uma hélice de 5,64 metros de diâmetro. O vapor vinha de cinco caldeiras a carvão, cuja exaustão era despejada por uma chaminé. Os motores tinham uma potência indicada de 2 795 cavalos-vapor (2 055 quilowatts) para uma velocidade máxima de doze nós (22 quilômetros por hora), mas o Kaiser Max alcançou 13,38 nós (24,78 quilômetros por hora) em seus testes marítimos. Cada embarcação podia carregar 390 toneladas de carvão.

### Armamento e blindagem
Os membros da Classe Kaiser Max eram navios de bateria central, concentrando sua bateria principal em uma casamata que permitia também disparos para vante, diferentemente de ironclads anteriores. O armamento principal tinha oito canhões calibre 20 de 209 milímetros produzidos pela alemã Krupp montados quatro em cada lateral, com as armas mais de vante ficando em uma abertura angulada. Os canhões restantes tinham apenas um limitado arco de disparo para cada lateral. A bateria secundária tinha quatro canhões calibre 24 de 89 milímetros, dois canhões de desembarque calibre 15 de 70 milímetros, seis canhões calibre 35 de 47 milímetros, três canhões giratórios Hotchkiss de 47 milímetros e dois canhões de 25 milímetros. Os navios também eram equipados com quatro tubos de torpedo de 350 milímetros, uma na proa, um na popa e um em cada lateral.
O cinturão principal tinha uma espessura de 203 milímetros e a cidadela blindada era fechada em cada extremidade por anteparas transversais de 115 milímetros. Apenas duas camadas do cinturão de blindagem eram de fabricação nova, com o resto do ferro usado para proteger o convés da casamata vindo dos navios da Classe Kaiser Max anterior. A casamata da bateria principal era protegida por placas de blindagem de 125 milímetros. O novo cinturão era feito de aço Bessemer.

## Navios
| Navio              | Construtor                     | Batimento               | Lançamento             | Comissionamento       | Destino         |
| ------------------ | ------------------------------ | ----------------------- | ---------------------- | --------------------- | --------------- |
| Kaiser Max         | Stabilimento Tecnico Triestino | 14 de fevereiro de 1874 | 28 de dezembro de 1875 | 26 de outubro de 1876 | Desconhecido    |
| Don Juan d'Austria | Stabilimento Tecnico Triestino | 14 de fevereiro de 1874 | 25 de outubro de 1875  | 26 de junho de 1876   | Afundou em 1919 |
| Prinz Eugen        | Arsenal Naval de Pola          | outubro de 1874         | 7 de setembro de 1877  | novembro de 1878      | Desconhecido    |

## História

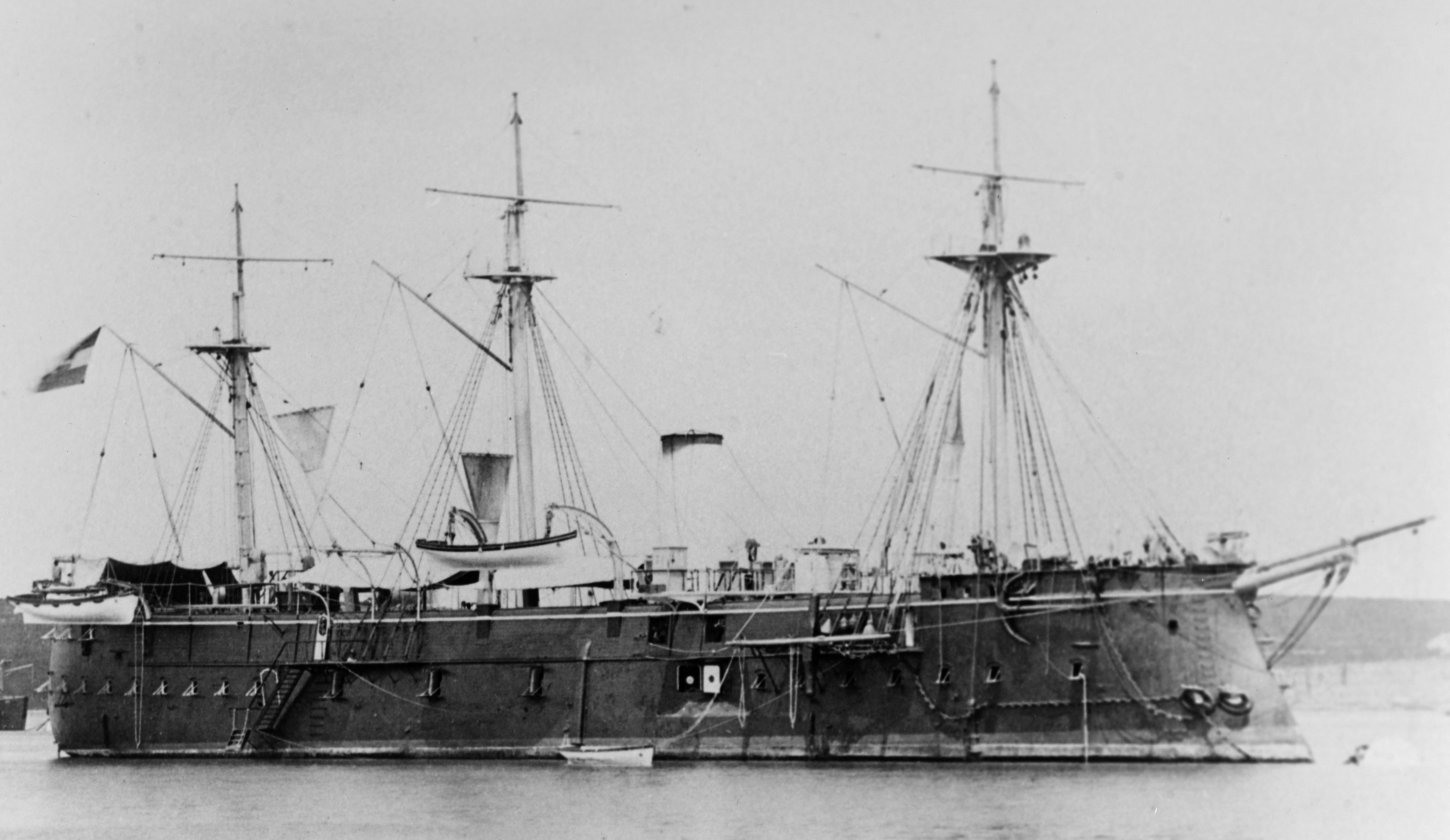
O Prinz Eugen c. 1885

Os navios passaram o final da década de 1870 atracados em Pola, com questões orçamentárias impedindo que a frota se mantivesse ativa. O Prinz Eugen foi mobilizado pela primeira vez em 1881 para participar de uma demonstração naval internacional contra o Império Otomano com o objetivo de forçar a transfência da cidade de Ulcinj para Montenegro de acordo com os termos do Congresso de Berlim de 1878. Todos os três viajaram para a Espanha em 1888 com vários outros navios de guerra austro-húngaros a fim de participarem das cerimônias de abertura da Exposição Universal de Barcelona. Foi a maior esquadra que a Marinha Austro-Húngara operou fora do Mar Adriático em toda sua história. Eles participaram de exercícios de treinamento da frota em junho e julho de 1889.
As três embarcações foram tiradas de serviço no início da década de 1900 com o objetivo de liberar fundos para novos projetos de construção. O Don Juan d'Austria e o Kaiser Max foram removidos do registro naval em junho e dezembro de 1904, respectivamente, porém o Prinz Eugen permaneceu até dezembro de 1912. Os dois primeiros foram transformados em alojamentos flutuantes, já o Prinz Eugen foi renomeado para Vulkan e convertido em um navio de reparo. Todos permaneceram no inventário da marinha pelo decorrer da Primeira Guerra Mundial desempenhando suas novas funções. Depois do fim da guerra, o Don Juan d'Austria afundou em circunstâncias desconhecidas em 1919 antes que pudesse ser tomado pelos Aliados. A Itália tomou o Kaiser Max e o Vulkan, mas ambos foram concedidos ao recém-estabelecido Reino dos Sérvios, Croatas e Eslovenos nas negociações de paz. Os italianos se recusaram a entregar o Vulkan, cujo destino é desconhecido, mas o Kaiser Max foi transferido e renomeado Tivat. Seu destino é incerto: ou foi desmontado em 1924, ou mantido no inventário iugoslavo até o país ser invadido pelo Eixo na Segunda Guerra Mundial, com seu destino depois de ser retomado pela Itália também não sendo conhecido.

### Citações
1. ↑   Sondhaus 1994, pp. 36–38
2. ↑   Scheltema de Heere 1973, p. 13
3. ↑   Sondhaus 1994, pp. 45–46
4. 1 2 3 4 5 6 7 8 9 10 11 12 13 14   Sieche & Bilzer 1979, p. 270
5. ↑   Scheltema de Heere 1973, pp. 13, 41
6. ↑   Pawlik 2003, p. 61
7. 1 2   Brassey 1882, p. 259
8. 1 2   Scheltema de Heere 1973, p. 41
9. 1 2   Pawlik 2003, p. 63
10. ↑   Scheltema de Heere 1973, pp. 18, 20
11. ↑   Scheltema de Heere 1973, p. 18
12. ↑   Brassey 1882, p. 258
13. ↑   Sondhaus 1994, pp. 40–41, 65, 107
14. ↑   «Foreign Items». Nova Iorque: Army and Navy Journal, Inc. The United States Army and Navy Journal and Gazette of the Regular and Volunteer Forces. 24: 913 1889. OCLC 1589766
15. ↑   Sondhaus 1994, p. 155
16. ↑   Vego 1982, p. 347